# Верменич, Андрей Андреевич
Андрей Андреевич Верменич (укр. Андрій Андрійович Верменич; 22 июня [4 июля] 1897, Градижск, Полтавская губерния — 20 сентября 1979, Днепропетровск) — украинский советский театральный актёр. Народный артист Украинской ССР (1957).

## Биография
Родился 22 июня (4 июля) 1897 года в Градижске (ныне Полтавская область, Украина) в семье рабочего. С десяти лет батрачил. В поисках заработка попал в Крым, работал в портах. В Евпатории чудесный голос юного грузчика заметил руководитель труппы артистов Аршанов и пригласил в местный театр. С 1916 года стал выступать на театральной сцене. Первая его роль — Султан в опере («Запорожец за Дунаем» С. С. Гулака-Артемовского). Пел ещё в нескольких спектаклях. Позже, вернувшись в Градижск, руководил самодеятельным коллективом.
До 1934 года — актёр украинских передвижных театров, несколько лет работал в Украинском театре музыкальной драмы в Донбассе, куда его взяли, в то время неграмотного и незнающего нотной грамоты, только благодаря замечательному голосу и актерским способностям.
С 1934 выступал на сцене ДУАДТ имени Т. Г. Шевченко.
В 1936 артист окончил Московский заочный университет искусств.
Член КПСС с 1944 года.

## Избранные роли
- «Житейское море» И. Карпенко-Карого — Крамарюк
- «Запорожец за Дунаем» С. Гулака-Артемовского — Карась
- «Платон Кречет» А. Е. Корнейчука — Платон Иванович Кречет, Терентий Осипович Бублик
- «Ревизор» Н. В. Гоголя — городничий

## Награды и премии
- народный артист Украинской ССР (1957)
- заслуженный артист Украинской ССР (1947)
- орден Октябрьской Революции
- орден Трудового Красного Знамени (24.11.1960)
- Сталинская премия третьей степени (1951) — за исполнение роли Хрена в спектакле «Навеки вместе» Л. Д. Дмитерко на сцене ДУАДТ имени Т. Г. Шевченко